# Анна Стіляну
Анна Стіляну (20 травня 1986) — кіпрська плавчиня.
Учасниця Олімпійських Ігор 2000, 2008, 2012 років.